# BMTマートル・アベニュー線
BMTマートル・アベニュー線（Myrtle Avenue Line）はニューヨーク市地下鉄Bディビジョンの路線で、全線高架化されている。このため、マートル・アベニュー高架線（Myrtle Avenue Elevated）とも呼ばれている。この路線はかつてブルックリン区を走っていた高架鉄道の中で最後まで残っている区間である。現在はBMTジャマイカ線の支線としてブッシュウィック、リッジウッドを結び、開業当時からの終点（東端）であるミドル・ヴィレッジに向かっている。西側は1969年まではダウンタウン・ブルックリンまで延びており、さらに1944年まではブルックリン橋を越えた先のマンハッタンのパーク・ロウ駅が終点であった。

## 運行
|  | 時間帯 | 運行区間 |
|  | ------ | -------- |
|  | 終日   | 全線     |

マートル・アベニュー線は現在M系統が運行されている。クイーンズ区ミドル・ヴィレッジのメトロポリタン・アベニュー駅が起点である。メトロポリタン・アベニュー駅から南西に向かって高架に上がる。高架はリッジウッドではパルメット・ストリートの上、ブッシュウィックではマートル・アベニューの上を通っている。ブロードウェイでは上をジャマイカ線が走っており、そのすぐ手前で左に曲がり、マートル・アベニュー駅のすぐ東側でジャマイカ線と合流する。マートル・アベニュー駅の上層階はブロードウェイ駅と呼ばれており、1889年に開業して1969年10月4日に廃止されたものの、まだ残っている。

## 駅一覧
| 凡例            | 凡例     |
| --------------- | -------- |
| Stops all times | 終日停車 |
| 時間帯詳細      |          |

| 近隣住区 （おおよその位置）    | バリアフリー・アクセス                                                                | 駅名                                            | 運行系統                             | 開業日                               | 乗換/備考                                                                                    |
| ------------------------------ | ------------------------------------------------------------------------------------- | ----------------------------------------------- | ------------------------------------ | ------------------------------------ | -------------------------------------------------------------------------------------------- |
| ミドル・ヴィレッジ             | バリアフリー・アクセス                                                                | ミドル・ヴィレッジ-メトロポリタン・アベニュー駅 | M                                    | 1906年10月1日                        | 既存のルーテラン線の区間延長。 現在の駅は開業当時より30メートル (100 ft)ほど西に移っている。 |
| リッジウッド                   | フレッシュ・ポンド車両基地への接続線                                                  | フレッシュ・ポンド車両基地への接続線            | フレッシュ・ポンド車両基地への接続線 | フレッシュ・ポンド車両基地への接続線 | フレッシュ・ポンド車両基地への接続線                                                         |
| リッジウッド                   |                                                                                       | フレッシュ・ポンド・ロード駅                    | M                                    | 1915年2月22日                        |                                                                                              |
| リッジウッド                   |                                                                                       | フォレスト・アベニュー駅                        | M                                    | 1915年2月22日                        |                                                                                              |
| リッジウッド                   |                                                                                       | セネカ・アベニュー駅                            | M                                    | 1915年2月22日                        |                                                                                              |
| ブッシュウィック               | バリアフリー・アクセス                                                                | マートル-ワイコフ・アベニュース駅               | M                                    | 1889年7月21日                        | BMTカナーシー線（L ） 1914年7月29日に3線に建て替えられたが、後に中央の線路は撤去された。     |
| ブッシュウィック               |                                                                                       | ニッカーボッカー・アベニュー駅                  | M                                    | 1889年8月15日                        | 1914年7月29日に3線に建て替えられたが、後に中央の線路は撤去された。                           |
| ブッシュウィック               |                                                                                       | セントラル・アベニュー駅                        | M                                    | ?                                    | 1914年7月29日に3線に建て替えられたが、後に中央の線路は撤去された。                           |
| ブッシュウィック               | BMTジャマイカ線 マートル・アベニュー駅東側で合流（M 、接続線は1914年7月29日に設置）。 |                                                 |                                      |                                      |                                                                                              |
|                                |                                                                                       |                                                 |                                      |                                      |                                                                                              |
| 廃止区間                       |                                                                                       |                                                 |                                      |                                      |                                                                                              |
| ベッドフォード＝スタイベサント |                                                                                       | ブロードウェイ駅                                |                                      | 1889年4月27日                        | 1969年10月4日廃止。駅舎は残っているが線路は撤去されている。                                  |
| ベッドフォード＝スタイベサント | レイド・アベニュー以西では構造物も撤去済み                                            |                                                 |                                      |                                      |                                                                                              |
| ベッドフォード＝スタイベサント |                                                                                       | サムナー・アベニュー駅                          |                                      | 1889年4月27日                        | 1969年10月4日廃止                                                                            |
| ベッドフォード＝スタイベサント |                                                                                       | トンプキンズ・アベニュー駅                      |                                      | 1889年4月27日                        | 1969年10月4日廃止                                                                            |
| ベッドフォード＝スタイベサント |                                                                                       | ノストランド・アベニュー駅                      |                                      | 1889年4月27日                        | 1969年10月4日廃止                                                                            |
| ベッドフォード＝スタイベサント |                                                                                       | フランクリン・アベニュー駅                      |                                      | 1889年4月27日                        | 1969年10月4日廃止                                                                            |
| クリントン・ヒル               |                                                                                       | グランド・アベニュー駅                          |                                      | 1889年4月27日                        | 1953年1月21日廃止                                                                            |
| クリントン・ヒル               |                                                                                       | ワシントン・アベニュー駅                        |                                      | 1888年12月4日                        | 1969年10月4日廃止                                                                            |
| クリントン・ヒル               |                                                                                       | ヴァンダービルト・アベニュー駅                  |                                      | ?                                    | 1969年10月4日廃止                                                                            |
| フォート・グリーン             |                                                                                       | ネイビー・ストリート駅                          |                                      | ?                                    | 1969年10月4日廃止                                                                            |
| ダウンタウン・ブルックリン     |                                                                                       | ブリッジ-ジェイ・ストリーツ駅                   |                                      | ?                                    | 1969年10月4日廃止。旧名ブリッジ・ストリート駅。                                              |
| ダウンタウン・ブルックリン     |                                                                                       | アダムス・ストリート駅                          |                                      | ?                                    | 1944年3月5日廃止                                                                             |
| ダウンタウン・ブルックリン     |                                                                                       | サンズ・ストリート駅                            |                                      | 1888年9月1日                         | 1944年3月5日廃止                                                                             |
| ブルックリン橋                 |                                                                                       |                                                 |                                      |                                      |                                                                                              |
| シビック・センター             |                                                                                       | パーク・ロウ駅                                  |                                      | ?                                    | 1944年3月5日廃止                                                                             |